# Stephanie Cox
Stephanie Cox, född den 3 april 1986 i Los Gatos, Kalifornien, är en amerikansk fotbollsspelare. Vid fotbollsturneringen under OS 2008 i Peking deltog han i det amerikanska lag som tog guld. 